# La tirana (telenovela)
La tirana es una telenovela venezolana realizada por RCTV en el año 1965. Original de Manuel Muñoz Rico, fue dirigida por Gilberto Pinto y estuvo protagonizada por Eva Moreno, Edmundo Arias, Edmundo Valdemar, Doris Wells y Tomás Henríquez.

## Trama
Es la historia de una despiada mujer que apoyada en su poder, abusa de los trabajadores de su hacienda. Pero el día menos pensado se enamora de un buen hombre, provocando así los celos desmedidos de su amante que movido por el amor y la ambición sería capaz de matar.

## Elenco
- Eva Moreno
- Edmundo Arias
- Edmundo Valdemar ... Juancho Talavera
- Doris Wells
- Tomás Henríquez
- Raúl Amundaray
- Carlos Márquez
- José Jordá
- Carmen Julia Álvarez
- Eduardo Serrano
- Bárbara Teyde
- Jorge Palacios
- Amalia Pérez Díaz
- Rafael Cabrera
- Fernando Flores